# Вільєта (Кундінамарка)
Вільєта (ісп. Villeta; букв. Маленьке село) — місто й муніципалітет у колумбійській провінції Ґуаліва (департамент Кундінамарка.

## Географія
Місто розташовано за 84 кілометри на північний схід від столиці країни, міста Богота. Муніципалітет Вільєта межує на півночі з муніципалітетами Кебраданеґра та Німаїма, на сході — з муніципалітетами Нокаїма й Сасаїма, на півдні — з муніципалітетами Альбан і Віані та на заході — з муніципалітетом Ґуадуас.

## Історія
До іспанського завоювання територію сучасного міста населяв народ панче. Вільєта була заснована конкістадорами Алонсо де Оальєю та Ернандо де Алькокером 29 вересня 1551 року під назвою Вілья-де-Сан-Мігель.